# Деніел Старрідж
Де́ніел А́ндре Ста́ррідж (англ. Daniel Andre Sturridge, нар. 1 вересня 1989, Бірмінгем, Англія) — англійський футболіст, нападник, колишній гравець збірної Англії.

## Клубна кар'єра

### Початок кар'єри
Народився 1 вересня 1989 року в місті Бірмінгем. Вихованець юнацьких команд футбольних клубів «Астон Вілла», «Ковентрі Сіті» та «Манчестер Сіті».

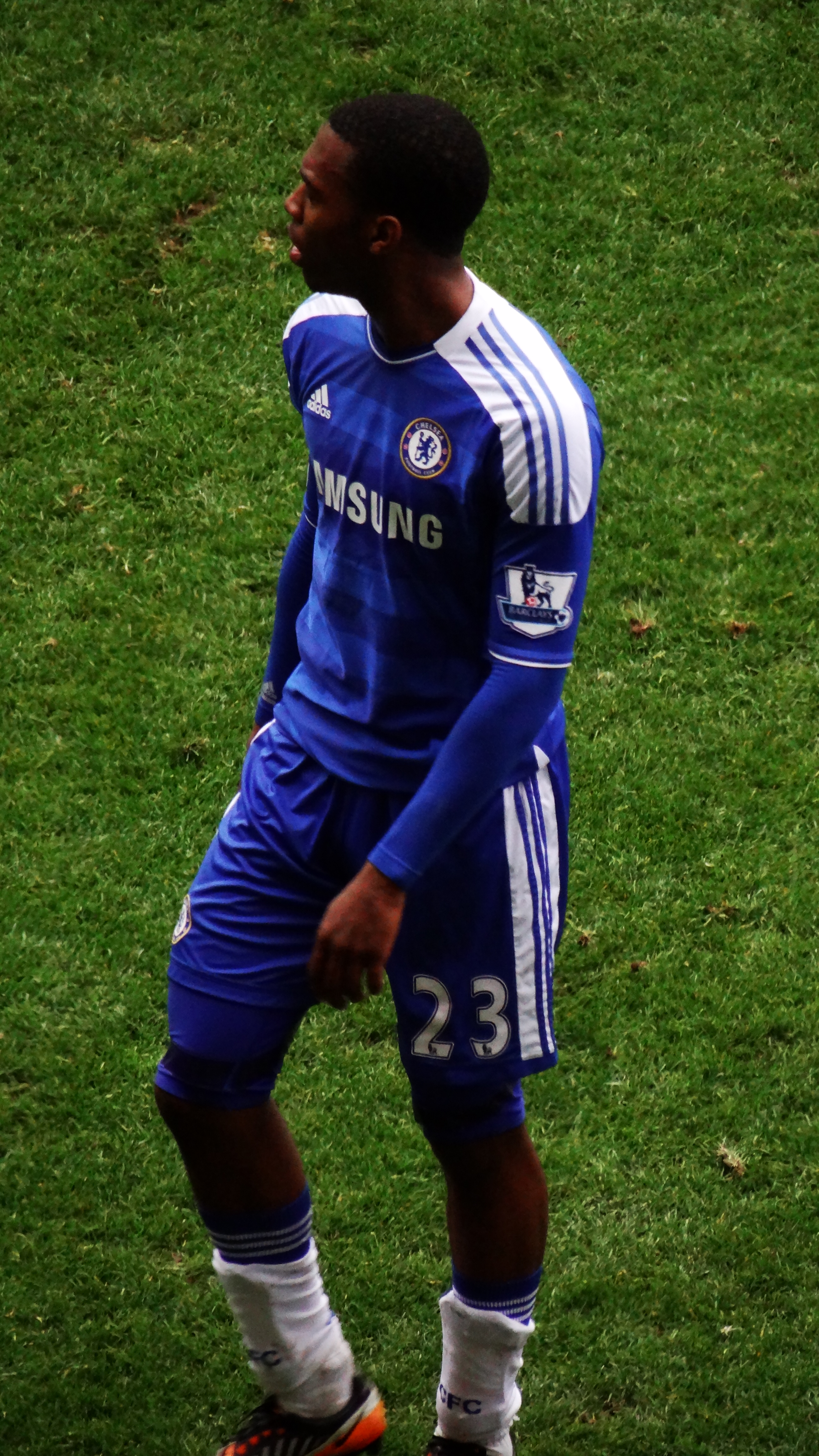
Старрідж у складі «Челсі»

У дорослому футболі дебютував 5 лютого 2007 року виступами за «Манчестер Сіті», в якому провів три сезони, взявши участь у 21 матчі чемпіонату.

### «Челсі»
Своєю грою за цю команду привернув увагу представників тренерського штабу клубу «Челсі», до складу якого приєднався 3 липня 2009 року на правах вільного агента. Відіграв за лондонський клуб наступні два сезони своєї ігрової кар'єри. За цей час виборов титул чемпіона Англії та ставав володарем Кубка Англії, проте так і не здобув статусу основного гравця, тому 31 січня 2011 був відданий на правах оренди до кінця сезону в «Болтон Вондерерз».
До складу «Челсі» повернувся влітку 2011 року, одночасно з приходом в команду нового тренера — Андре Віллаш-Боаша, якому сподобався гравець і Деніел став часто виходити в стартовому складі команди. Проте після звільнення португальського спеціаліста Старрідж знову отримав роль запасного гравця.

### «Ліверпуль»
2 січня 2013 року нападник підписав п'ятирічний контракт з «Ліверпулем» за нерозголошену суму. У новому клубі футболіст отримав 15 номер.

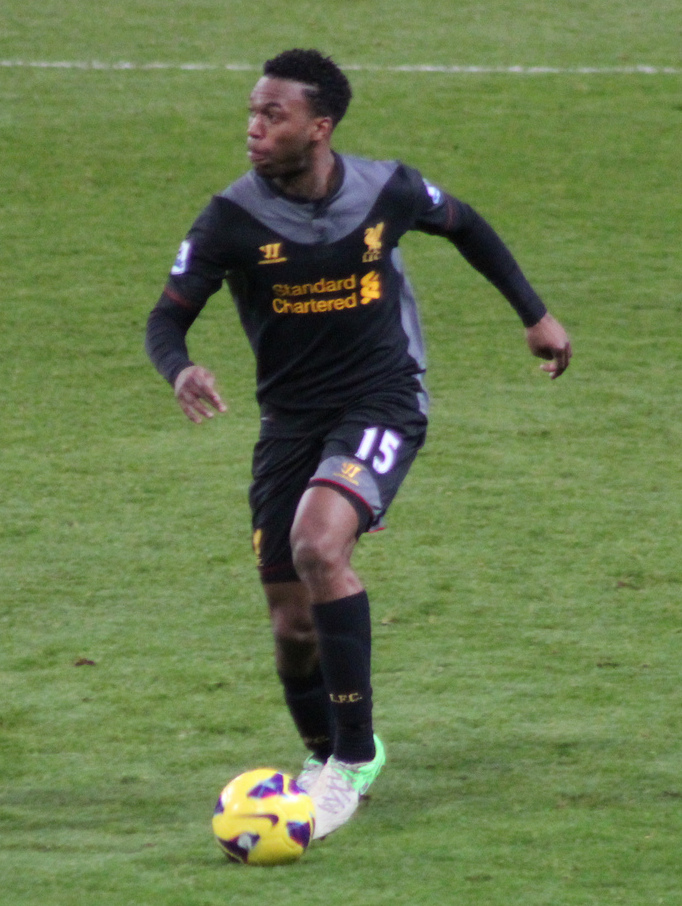
Старрідж у «Ліверпулі»

6 січня Деніел дебютував за новий клуб у матчі третього раунду кубка Англії проти «Мансфілд Тауна», де відзначився забитим м'ячем. У своєму першому матчі в чемпіонаті нападник також відзначився у грі проти «Манчестер Юнайтед» на «Олд Траффорд». 19 січня у своєму матчі з перших хвилин Старрідж відзначився голом у грі проти «Норвіч Сіті», що означає, що він відзначився у перших трьох іграх за клуб, востаннє це вдалося Рею Кеннеді 1974 року. 27 квітня у виїзному матчі проти «Ньюкасл Юнайтед» футболіст відзначився дублем та точним пасом.
17 серпня 2013 року Старрідж у ворота «Сток Сіті» забив перший гол сезону. У другому турі Деніел відзначився єдиним м'ячем у матчі з «Астон Віллою», після цього — дублем у матчі Кубка ліги проти «Ноттс Каунті». 1 вересня, у свій 24-й день народження, нападник забив переможний м'яч у ворота «Манчестер Юнайтед».
Другу половину сезону 2017/18 провів в оренді у «Вест-Бромвіч Альбіон».

### «Трабзонспор»
У серпні 2019 на правах вільного агента перейшов до турецького клубу «Трабзонспор». Пробув у клубі до березня 2020 року, взявши участь у 11 матчах турецької Суперліги та відзначившись чотирма забитими м'ячами. Покинув клуб як вільний агент.

### «Перт Глорі»
1 жовтня 2021 року австралійський клуб «Перт Глорі» оголосив, що Старрідж підписав з клубом контракт до червня 2022 року.

## Виступи за збірні
2006 року дебютував у складі юнацької збірної Англії, разом з якою взяв участь у юнацькому чемпіонаті Європи 2008 року. Всього взяв участь у 10 іграх на юнацькому рівні, відзначившись 8 забитими голами.
Протягом 2009—2011 років залучався до складу молодіжної збірної Англії, разом з якою взяв участь у молодіжному чемпіонаті Європи 2011 року. Всього на молодіжному рівні зіграв у 16 офіційних матчах, забив 5 голів.
15 листопада 2011 року дебютував в офіційних матчах у складі національної збірної Англії в товариській грі проти збірної Швеції, який завершився перемогою англійців з рахунком 1-0.
З 2011 до 2017 року провів за збірну 26 матчів, в яких відзначився 8 голами.

## Статистика виступів

### Статистика клубних виступів
Станом на 31 березня 2012 року
| Сезон                      | Команда                    | Чемпіонат                  | Чемпіонат | Чемпіонат | Національний кубок | Національний кубок | Національний кубок | Континентальні кубки | Континентальні кубки | Континентальні кубки | Усього | Усього |
| Сезон                      | Команда                    | Ліга                       | Ігор      | Голів     | Ліга               | Ігор               | Голів              | Ліга                 | Ігор                 | Голів                | Ігор   | Голів  |
| -------------------------- | -------------------------- | -------------------------- | --------- | --------- | ------------------ | ------------------ | ------------------ | -------------------- | -------------------- | -------------------- | ------ | ------ |
| 2006-07                    | «Манчестер Сіті»           | ПЛ                         | 2         | 0         | КА+КЛ              | 0                  | 0                  | —                    | —                    | —                    | 2      | 0      |
| 2007-08                    | «Манчестер Сіті»           | ПЛ                         | 3         | 1         | КА+КЛ              | 1                  | 1                  | —                    | —                    | —                    | 4      | 2      |
| 2008-09                    | «Манчестер Сіті»           | ПЛ                         | 16        | 4         | КА+КЛ              | 2                  | 0                  | КУЄФА                | 8                    | 0                    | 26     | 4      |
| Усього за «Манчестер Сіті» | Усього за «Манчестер Сіті» | Усього за «Манчестер Сіті» | 21        | 5         |                    | 3                  | 1                  |                      | 8                    | 0                    | 32     | 6      |
| 2009-10                    | «Челсі»                    | ПЛ                         | 13        | 1         | КА+КЛ              | 4+1                | 4+0                | ЛЧ                   | 2                    | 0                    | 20     | 5      |
| 2010-11                    | «Челсі»                    | ПЛ                         | 13        | 0         | КА+КЛ              | 1+1                | 2+0                | ЛЧ                   | 5                    | 2                    | 21     | 4      |
| 2010-11                    | «Болтон Вондерерз»         | ПЛ                         | 12        | 8         | КА+КЛ              | 0+0                | 0+0                | —                    | —                    | —                    | 12     | 8      |
| 2011-12                    | «Челсі»                    | ПЛ                         | 24        | 10        | КА+КЛ              | 4+2                | 1+1                | ЛЧ                   | 7                    | 0                    | 37     | 12     |
| Усього за «Челсі»          | Усього за «Челсі»          | Усього за «Челсі»          | 50        | 11        |                    | 13                 | 8                  |                      | 14                   | 2                    | 78     | 21     |
| Усього за кар'єру          | Усього за кар'єру          | Усього за кар'єру          | 83        | 24        |                    | 15                 | 9                  |                      | 22                   | 2                    | 121    | 35     |

### Статистика виступів за збірну
Станом на 31 березня 2012 року
| Дата       | Місто  | Господарі | Результат | Гості      | Турнір           | Голи | Примітки |
| ---------- | ------ | --------- | --------- | ---------- | ---------------- | ---- | -------- |
| 15/11/2011 | Лондон | Англія    | 1 – 0     | Швеція     | товариський матч | -    |          |
| 29/02/2012 | Лондон | Англія    | 2 – 3     | Нідерланди | товариський матч | -    |          |
| Усього     |        | Матчів    | 1         |            | Голів            | 0    |          |

## Досягнення

### Командні
«Челсі»
- Чемпіон Англії: 2009-10
- Володар кубка Англії: 2009-10, 2011-12
- Володар Суперкубка Англії: 2005
- Переможець Ліги чемпіонів: 2011-12

«Ліверпуль»
- Переможець Ліги чемпіонів: 2018-19

### Індивідуальні
«Ліверпуль»
- Гравець місяця Прем'єр-ліги: серпень 2013